# William E. DePuy
William Eugene DePuy /dɛˈpjuː/ (Jamestown, 1 de octubre de 1919-Arlington, 9 de septiembre de 1992) fue un general del Ejército de los Estados Unidos y primer comandante del Comando de Entrenamiento y Doctrina del Ejército de los Estados Unidos o TRADOC, por sus siglas en inglés (US Army Training and Doctrine Command). Es ampliamente reconocido como uno de los principales arquitectos de la reestructuración de la doctrina del Ejército de los Estados Unidos después de la retirada estadounidense de Vietnam.

## Primeros años y carrera
DePuy nació en Jamestown, Dakota del Norte. Su carrera militar comenzó cuando se alistó en la Guardia Nacional de Dakota del Sur y finalmente se convirtió en líder de escuadrón. Se graduó en la Universidad Estatal de Dakota del Sur en 1941 con una Licenciatura en Ciencias económicas  y recibió una comisión del Cuerpo de Entrenamiento de Oficiales de Reserva como segundo teniente de Infantería. Su primer destino fue con el 20.º Regimiento de Infantería en Fort Leonard Wood, y durante su servicio caminó hasta las Maniobras de Luisiana y regresó con su pelotón.
Poco después de la entrada de Estados Unidos en la Segunda Guerra Mundial, DePuy fue destinado en 1942 como teniente «verde», a la edad de 22 años, a la recién formada 90.ª División de Infantería. Recibió un ascenso de campo al rango de mayor al mando de un batallón durante la campaña de Normandía en agosto de 1944, a los 24 años. Sirvió con la 90.ª División desde el desembarco en la playa de Utah hasta la batalla de las Ardenas. Por su heroísmo en combate, recibió su primera Cruz por Servicio Distinguido y tres Estrellas de Plata. Luego se desempeñó como oficial de operaciones a nivel de división y fue ascendido a teniente coronel en enero de 1945.

## Después de la Segunda Guerra Mundial
Después de la guerra, DePuy asistió a la Escuela de Comando y Estado Mayor del Ejército de los Estados Unidos. Tras graduarse, sirvió en innumerables puestos de mando y personal, incluido el mando del 2.° Batallón del 8.° Regimiento de la 4.° División de Infantería y del 1.° Grupo de Batalla del 30.° Regimiento de la 3.ª División de Infantería, ambos en la República Federal de Alemania. En 1948, asistió al Instituto de Idiomas de Defensa durante un año para aprender ruso, seguido de un destino en 1949 como agregado militar adjunto y, más tarde, agregado militar en funciones en Budapest. Durante la Guerra de Corea, DePuy pasó un tiempo convaleciente después de una fractura en la pierna y luego realizó un servicio clandestino para la Agencia Central de Inteligencia en China y otros países asiáticos.  En 1953, DePuy comenzó a asistir a la Escuela de Estado Mayor de las Fuerzas Armadas, seguido de un destino en la Oficina del Jefe de Estado Mayor del Ejército de los Estados Unidos, donde trabajó en la modernización de la estructura de la fuerza del Ejército, la doctrina y las políticas de entrenamiento. En 1960, DePuy estudió en la Escuela Real de Estudios de Defensa. 
Conoció a Marjory Kennedy Walker de Salem, Virginia, una especialista en Extremo Oriente que se desempeñaba tanto en la Oficina de Servicios Estratégicos como en la Agencia Central de Inteligencia, con la que se casó en junio de 1951. Tuvieron un hijo, William E DePuy Jr., en julio de 1952, y dos hijas, Joslin y Daphne, en julio de 1953 y 1954, respectivamente.

## Vietnam
Desplegado por primera vez en Vietnam en 1964, se desempeñó como Jefe de Estado Mayor de Operaciones para el Comando de Asistencia Militar, Vietnam, (MACV, por sus siglas en inglés: Military Assistance Command, Vietnam) y en marzo de 1966 asumió el mando de la 1.ª División de Infantería («el Gran Rojo»). Durante su servicio como comandante, estableció un fondo de becas para los hijos de los soldados de la 1.ª División de Infantería muertos en Vietnam, que finalmente se convirtió en la Fundación de la 1.ª División de Infantería.
También durante su servicio como comandante, se hizo conocido por tener un estilo de gestión de oficiales de «balanceo de hacha»; después de haber despedido hasta 56 oficiales bajo su mando, incluidos siete comandantes de batallón y muchos más mayores, capitanes y sargentos mayores. Esto llevó al jefe de Estado Mayor del ejército, general Harold K. Johnson, a decir: «Si cada comandante de división relevara a personas como DePuy, pronto me quedaría sin tenientes coroneles y mayores. Simplemente se los come como cacahuetes». Sin embargo, DePuy explicó más tarde a un entrevistador que su experiencia en la Segunda Guerra Mundial le había permitido comprender la importancia de un buen liderazgo en la guerra, ya que había «luchado en Normandía con tres comandantes de batallón que deberían haber sido relevados en tiempos de paz». Creía firmemente que el mando era un privilegio que se debía ganar, no un derecho.

## Después de Vietnam
DePuy es quizás más recordado por sus esfuerzos mientras era comandante del Comando de Entrenamiento y Doctrina del Ejército de los Estados Unidos, donde ayudó a crear una doctrina de combate nueva e innovadora para el Ejército. Sus cambios de amplio alcance, y a veces controvertidos, en el desarrollo del combate y la forma en que el Ejército entrena provocaron un debate que resultó en la ampliamente aceptada Doctrina de Batalla Aeroterrestre.
El general DePuy se retiró del servicio activo en julio de 1977 y se estableció en Highfield, Virginia. Murió el 9 de septiembre de 1992 de la enfermedad de Creutzfeldt-Jakob, y su esposa murió el 15 de marzo de 2002.

## Condecoraciones
Las condecoraciones de DePuy incluyen dos Cruces por Servicio Distinguido, cinco Medallas de Servicio Distinguido, la Medalla de Servicio Distinguido de la Fuerza Aérea, tres Estrellas de Plata, dos Corazones Púrpura, la Legión de Mérito, la Cruz de Vuelo Distinguido, la Estrella de Bronce y la Medalla del Aire con distintivo «V». Sus condecoraciones extranjeras incluyen la Orden del Comendador de la Legión de Honor Francesa, la Cruz de Caballero de la Orden del Mérito de Alemania, la Cruz al Valor de Vietnam y la Orden de Primera Clase al Mérito de Seguridad Nacional de la República de Corea.